# Kismező
Kismező település Romániában, Szilágy megyében.

## Fekvése
Zsibótól északkeletre, Szamosdebrecen, Csokmány, Pirosd és Nagygoroszló közt fekvő település.

## Története
Kismező nevét 1543-ban említette először oklevél Poynycza néven, mint Kővár tartozékát, és Drágffy Gáspár birtokát.
1556-ban Izabella királyné az örökös nélkül elhalt Drágffy György e birtokát bátori (ecsedi) Báthori Györgynek, nejének somlyói Báthory Annának és fiuknak, Istvánnak adományozta.
1609-ben Báthory Gábor fejedelem e birtokot Maczesdi Jánosnak adta, majd annak utód nélküli halála után Szakácsi Katona István és Méhkereki Nagy Mártonnak hagyta, majd Füzesi Nagy Márton örökös nélküli halálával annak részét Sámsoni Csuthi Gáspár kapta.
1650-ben Kővárhoz tartozónak írták.
1675-ben a Katona család birtoka volt, az övék volt még 1863-ban is.
1891-ben 588 lakosa volt, ebből 8 izraelita, a többi görögkatolikus román volt.
1898-ban báró Jósika Sámuelé volt, aki a birtokot gróf Teleki Árpádtól vette.
A 20. század elején Szolnok-Doboka vármegye Nagyilondai járásához tartozott.
Az 1910-es népszámláláskor 666 lakosa volt, ebből 17 német, 643 román, melyből 649 görögkatolikus, 17 izraelita volt.

## Nevezetességek
- Görögkatolikus 1840-körül fából épült, felirat nélküli harangjai 1849-ből valók.

A templomot 1864-ben szentelték fel szent Mihály és Gábriel arkangyalok tiszteletére.
Anyakönyvet 1836-tól vezetnek.